# 堀菜保子
堀 菜保子（ほり なほこ、1994年11月18日 - ）は、元NHKのアナウンサー。元 みずほリサーチ&テクノロジーズ社員。現在は、東京大学大学院教育学研究科に在学中。

## 経歴
徳島県徳島市生まれ。
渋谷教育学園幕張高等学校、東京大学教育学部教育実践・政策学コース卒業、2017年に入局。2023年3月いっぱいで退職。同年4月にみずほリサーチ&テクノロジーズ入社。2025年4月に東京大学大学院教育学研究科に進学>

## 人物・エピソード
兄が2人いる。父親の仕事の関係で愛媛県松山市、千葉県千葉市にも住んでいた。3歳からピアノを始める。幼稚園の頃から中学校卒業まで剣道を習っていた。剣道でケガをした手でピアノを弾いていたこともある。大学時代は運動会総務部に在籍。スポーツ観戦が好きで野球のスコアブックをつけることが出来る。学生時代はAbemaTVのニュースキャスターを担当していた。
日本テレビ系列情報番組「PON!」の2014年度のお天気お姉さんオーディションを受けるも落選（ちなみに「PON!」の2014年度のお天気お姉さんは木下ひなこ・尾崎美紀・江奈さやか・ケリーアン・小松美咲の5名）。
2016年8月19日に東京大学代表として、『ミス&ミスターキャンパスコンテスト2016』に出場した。
2020年9月に入局後、初となるスポーツ番組の代理キャスターを務めた。

## 過去の担当番組
佐賀放送局時代（2017年度 - 2019年度途中）
- どーも、NHK（2017年6月4日） - 新人お披露目
- ニュースただいま佐賀（リポーター）
- 佐賀県のニュース・中継・リポート
- 就活生が知りたいNHKのあのうわさに切り込む突撃インタビュー NHKのうわさ  NHK職員採用情報 - うわさハンター
- 第100回全国高等学校野球選手権記念大会（2018年8月13日） - ふるさとリポーター
- 旬感☆ゴトーチ!（2019年2月12日、13日）

札幌放送局時代（2019年度 - 2020年度）
- 北海道のニュース
- ほっとニュース845（不定期）
- いくぞ〜!北の出会い旅
- 北海道道（不定期）
- サタデースポーツ（副島萌生の夏休みに伴う代理キャスター）（2020年9月5日）[12]
- 北海道まるごと雑談ラジオ2021（2021年3月4日 - 6日）
- 北海道の不思議 ひと堀ふた堀み堀

堀伸浩アナウンサー、堀若菜キャスターとともに、北海道に存在する不思議な風物を取り上げる5分番組で、2020年から2021年にかけて不定期に放送された。
東京アナウンス室時代（2021年度 - 2022年度）
- さわやか自然百景（ナレーション：「静岡 沼津の海」、2021年5月16日）
- 北京パラリンピック（車いすカーリング） - 実況
- 東京オリンピック、北京オリンピック（現地キャスター・リポーター）
- ハートネットTV　（特集キャスター）
- ひむバス! - バスガイド（アシスタント、2022年12月21日）
- FIFAワールドカップ2022 - スタジオ進行
  - 決勝「アルゼンチン」対「フランス」（2022年12月18日 - 12月19日）
- NHKニュースおはよう日本（平日、おはSPO（スポーツコーナー）キャスター、2021年3月29日 - 2023年3月3日）

## 同期のNHKアナウンサー
- 片平和宏
- 後藤佑太郎
- 是永千恵
- 瀬戸光
- 鳥山圭輔
- 中原真吾
- 増村聡太
- 松井大
- 森田茉里恵
- 矢崎智之
- 山内泉